# Festival Blues de Barcelona
El Festival Blues de Barcelona es un festival de blues que se celebra en la ciudad condal desde 2003, organizado por la asociación Capibola. La primera edición se llamaba Festival de Blues de Nou Barris, aunque en ediciones posteriores adoptó el nombre actual.

## Historia
El festival tiene como objetivo fundacional el posar el blues al alcance de todo tipo de públicos. El festival va más allá del estrictamente musical, porque tiene un marcado carácter social, no solo por su carácter gratuito, que permite el acceso abierto a sus conciertos, sino también por su programación de carácter solidario, #cómo los conciertos en centros de la tercera edad, hospitales y prisiones, que permiten el acceso al blues a públicos y colectivos sociales que se encuentran fuera de los circuitos musicales habituales.
Otra característica de este festival es la promoción de la cultura del blues más allá de los canales habituales con iniciativas como el Concurso literario de relatos de Blue o las clases magistrales y los picnics de blues, que permiten acercar el género al público no inicialmente interesado o que no tiene un conocimiento previo de esta música.

## Participantes
A lo largo de su historia por los escenarios del Festival de Blues de Barcelona han pasado artistas de talla internacional como Barrelhouse Chuck, Frank Muschalle, Mitch Woods, Paul Lamb Guitar Crusher, Carl Sonny Leyland o Jan Jaques Milteau, entre muchos otros, que han compartido su arte con las primeras figuras del panomara catalán y español como Big Mama, Mingo Balaguer, Lluís Coloma, Amadeu Casas, August Tharrats o Dani Nel·lo.